# Quaderns de Poesia
Quaderns de Poesia és una revista de poesia que es va començar a publicar el juny de 1935 i va continuar fins al 1936, ja que va ser interrompuda per la Guerra Civil espanyola. Quaderns de Poesia té la vàlua d'una antologia de la millor lírica del moment a Europa. A més, la revista “reflecteix un moment de maduresa del Noucentisme, amb empelts d'Avantguarda”. A la revista, hi van col·laborar Josep Carner, Carles Riba, García Lorca, Stephen Spender, Jules Supervielle, Martí de Riquer i Morera. Pedro Salinas, Josep Maria Capdevila, Marià Manent entre d'altres. També hi havia els dibuixos de Francesc Domingo. El número 4 estava dedicat a comentar la poesia de Ramon Llull. Pel que fa a la temàtica, era una revista dedicada a la poesia. S'hi publicaven textos poètics de poetes vivents en català principalment però també en castellà i francès A més a més, s'hi publicaven articles de crítica i comentaris de literatura. Així mateix, contenia il·lustracions escollides.
En total es van publicar vuit números amb periodicitat mensual. Estava dirigida per un equip format per J.V. Foix, Tomàs Garcés, Marià Manent, Carles Riba i Joan Teixidor. Tenia una gran qualitat artística, tant pel que fa al contingut com a la presentació de la revista. Pel que respecta al format, tenia 32 pàgines a 2 columnes, de dimensions 240x185 mm. La impressió es duia a terme a la casa Castells Bonet, S.A. i la redacció estava al carrer de les Corts Catalanes 660, amb l'administració a la Llibreria Catalònia. El número costava una pesseta i mitja.